# Institut supérieur des sciences et de médecine vétérinaire de Dalaba
L'Institut supérieur des sciences et de médecine vétérinaire de Dalaba aussi plus souvent abrégé ISSMV de Dalaba, est une institution publique d'enseignement supérieur située à Dalaba, en république de Guinée,.

## Organisation

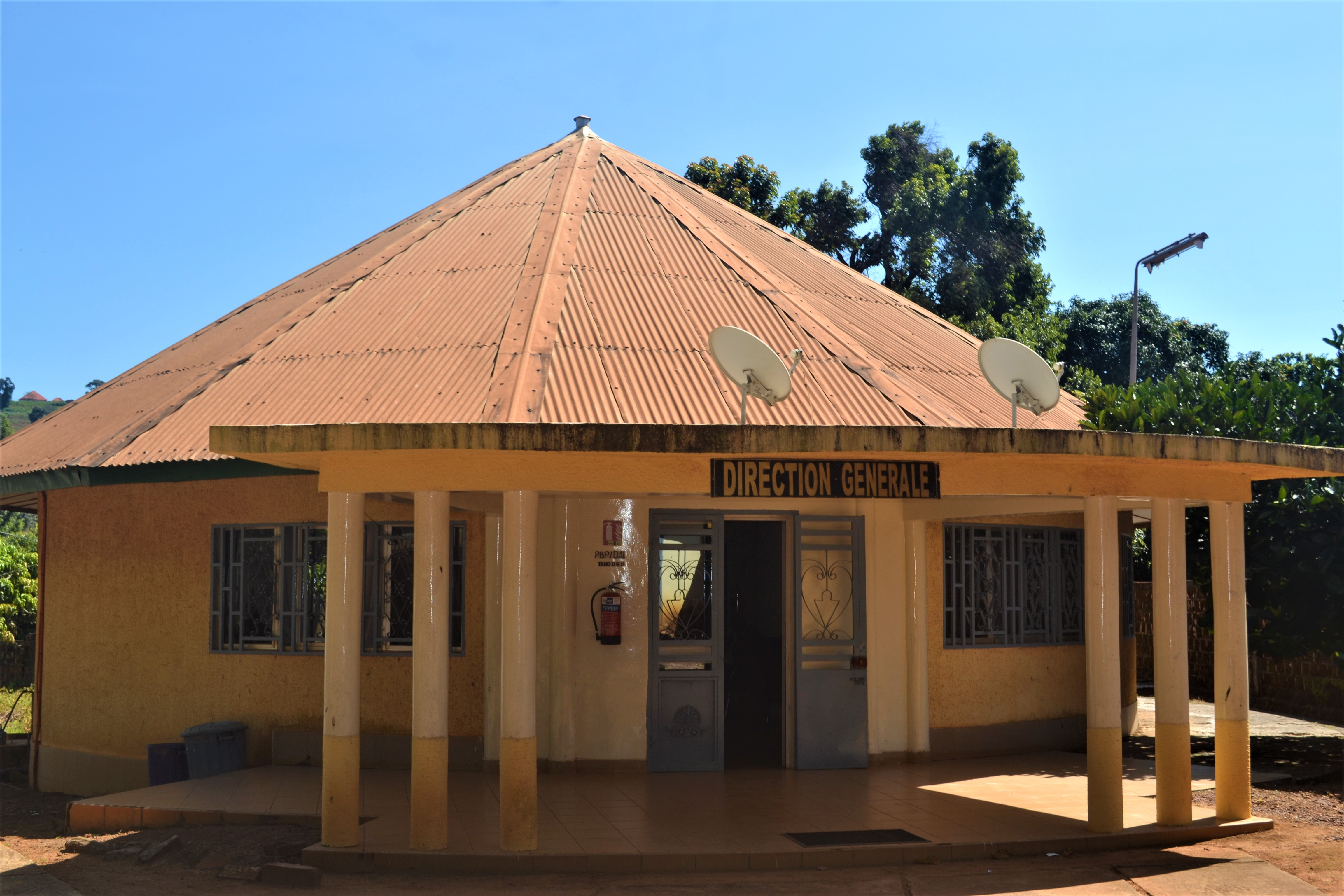
Direction générale de l'ISSMV

L’Institut supérieur des sciences et de médecine vétérinaire de Dalaba (ISSMV de Dalaba) est un établissement d’enseignement public à caractère scientifique, pédagogique, technique et professionnel, placé sous la tutelle du Ministère de l’Enseignement Supérieur et de la Recherche Scientifique et de l'Innovation. Elle est créée par arrêté ministériel en 2004 et elle ouvre ses portes en 2006.
L'institution est tiré de l'ISAV de Faranah qui s'occupait de la faculté de médecine vétérinaire. 

## Présentation

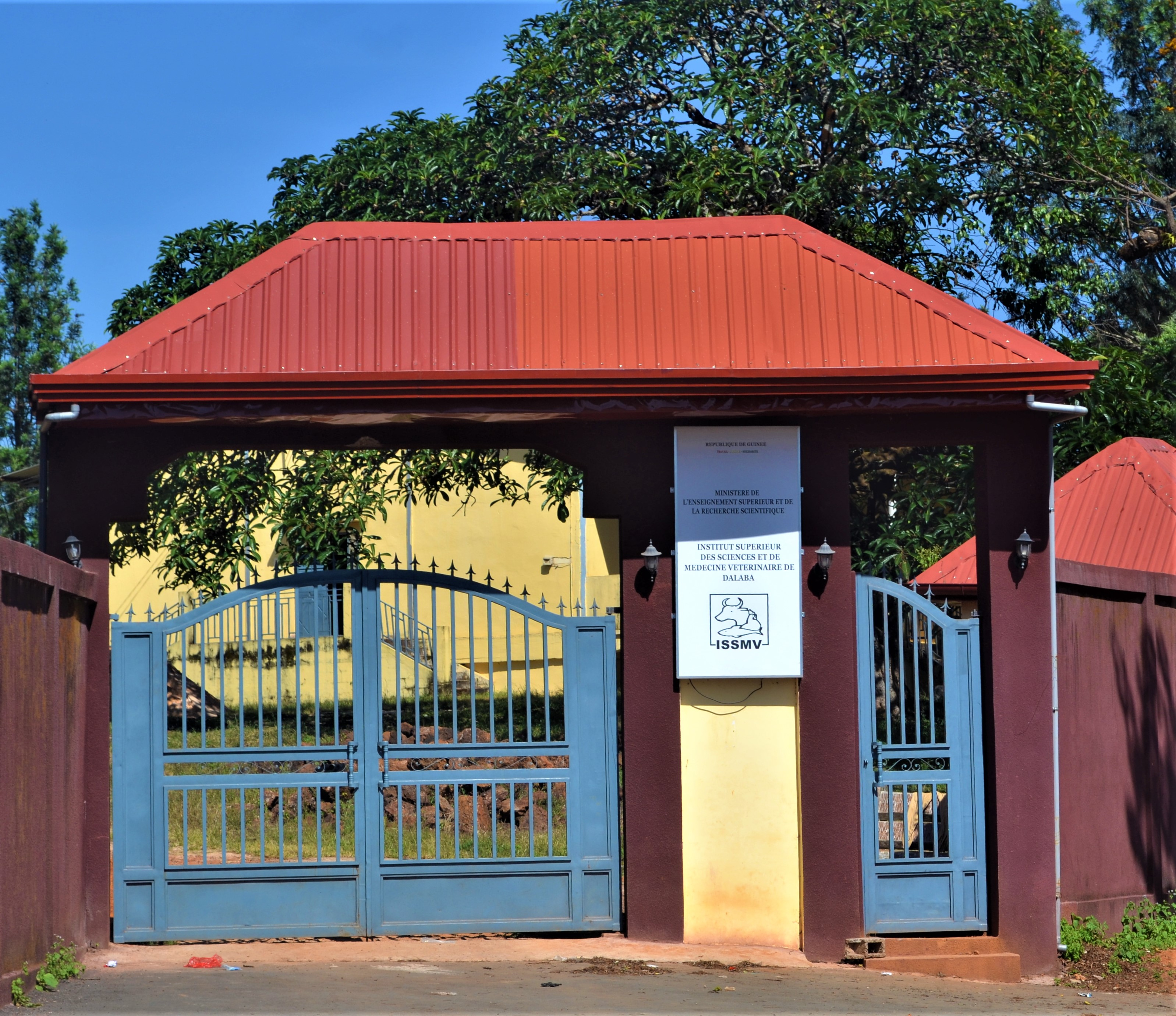

Fondé en 2004, l'institut est composé de trois département : 
- Département technologie et contrôle des produits alimentaire
- Département de pêche et d'aquaculture
- Département médecine vétérinaire

L'institut a une bibliothèque, un centre informatique et un laboratoire.

## Partenariats
L'institut a des partenariats avec la Organisation des Nations unies pour l'alimentation et l'agriculture, l'institut suisse de recherche scientifique de Cote d'Ivoire, le laboratoire central vétérinaire de Bamako,  l'école inter-États des sciences et de médecine vétérinaire de Dakar, le CIRAD de France, l'académie vétérinaire de Moscou et l'Institut agrovétérinaire de Rabat. 